# Distrito electoral de Oxford (condado de Furnas, Nebraska)
Oxford (en inglés: Oxford Precinct) es un distrito electoral ubicado en el condado de Furnas en el estado estadounidense de Nebraska. En el Censo de 2010 tenía una población de 649 habitantes y una densidad poblacional de 7 personas por km².

## Geografía
Oxford se encuentra ubicado en las coordenadas 40°13′51″N 99°40′49″O / 40.23083, -99.68028. Según la Oficina del Censo de los Estados Unidos, Oxford tiene una superficie total de 92.76 km², de la cual 91.62 km² corresponden a tierra firme y (1.23%) 1.14 km² es agua.

## Demografía
Según el censo de 2010, había 649 personas residiendo en Oxford. La densidad de población era de 7 hab./km². De los 649 habitantes, Oxford estaba compuesto por el 95.22% blancos, el 0.15% eran afroamericanos, el 0.15% eran amerindios, el 0.46% eran asiáticos, el 0% eran isleños del Pacífico, el 3.08% eran de otras razas y el 0.92% pertenecían a dos o más razas. Del total de la población el 4.16% eran hispanos o latinos de cualquier raza.